# Franklin (Kentucky)
Franklin es una ciudad ubicada en el condado de Simpson en el estado estadounidense de Kentucky. En el Censo de 2010 tenía una población de 8408 habitantes y una densidad poblacional de 291,96 personas por km².

## Geografía
Franklin se encuentra ubicada en las coordenadas 36°43′8″N 86°33′51″O / 36.71889, -86.56417. Según la Oficina del Censo de los Estados Unidos, Franklin tiene una superficie total de 28.8 km², de la cual 28.66 km² corresponden a tierra firme y (0.49%) 0.14 km² es agua.

## Demografía
Según el censo de 2010, había 8408 personas residiendo en Franklin. La densidad de población era de 291,96 hab./km². De los 8408 habitantes, Franklin estaba compuesto por el 80.66% blancos, el 14.61% eran afroamericanos, el 0.27% eran amerindios, el 1.05% eran asiáticos, el 0.05% eran isleños del Pacífico, el 1% eran de otras razas y el 2.37% pertenecían a dos o más razas. Del total de la población el 2.37% eran hispanos o latinos de cualquier raza.